# HK MP7個人防衛武器
HK MP7是一款由黑克勒-科赫所研發的個人防衛武器，發射4.6×30毫米口徑彈藥。

## 歷史
1989年4月，北約決定研發適用於21世紀的個人防衛武器。當中，比利時FN公司研發了FN P90，而德國HK公司除了將MP5K稍作改良為MP5K PDW之外，還提出了發展無殼彈手槍作為新的個人防衛武器方案，並完成了G11 PDW無殼彈手槍的開發。不過還沒有正式量產，該計劃就被取消了。
直到1993年，英國皇家軍械公司（Royal Ordnance，RO）開始與剛被收購的HK公司展開一項新的PDW武器項目，期間由RO負責研發新型彈藥，HK公司負責研發新槍。2001年，HK公司終於正式發表了全新的武器，一開始並沒有給予它正式名稱，只稱其為PDW，直到該槍正式量產時才有了自己的名字，MP7。
在項目剛開始時曾考慮採用4.9毫米口徑彈藥，不過在2001年正式發表的樣槍改為使用HK公司的4.6×30毫米口徑彈藥。

## 設計及性能
MP7具有以下的特色：

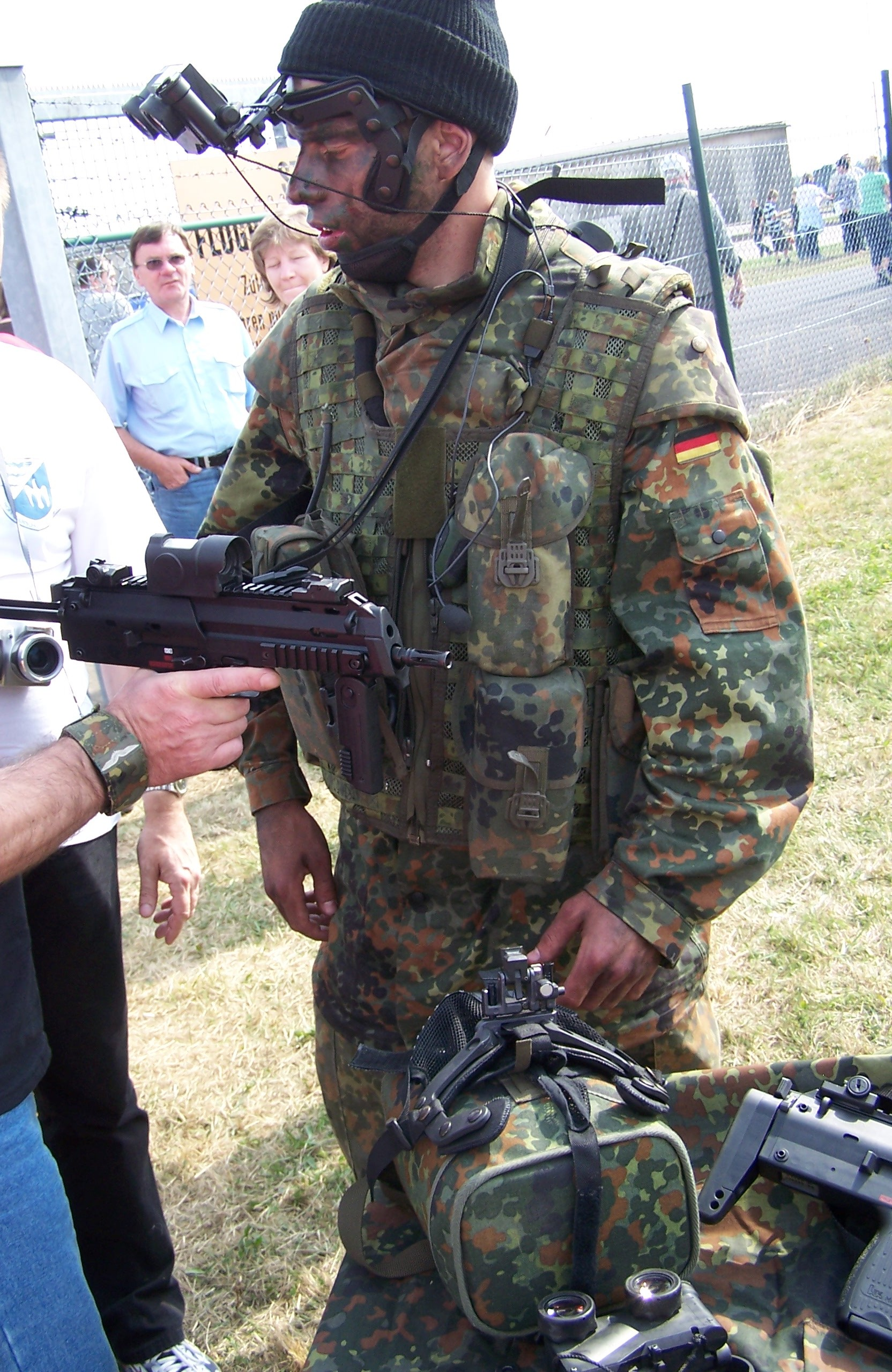
德國Idz計畫的參觀者手持MP7

- 由於外型與手槍相似，在射擊時射手除了可將伸縮式槍托拉出抵肩射擊之外，經過訓練的射手更可以握持手槍的方式來射擊。
- 槍身短小緊湊，除了可作自衛用途外還適用於室內近身作戰及要員保護。
- 與G36、UMP同樣大量採用塑料作為槍身主要材料。
- 瞄準方式採用摺疊式的準星照門，不過也於上機匣頂部設有標準的皮卡汀尼導軌，容許使用者自行加裝各式瞄具。
- 可選擇單發或全自動射擊。
- 彈匣釋放鈕的設計與HK USP相似。
- 可選配20發容量短彈匣或40發容量長彈匣，也有30發容量彈匣。
- 為MP7特製的抑制器不會因為槍械經消聲而降低其精確度、貫穿力及射速。
- 全槍只由三棵銷釘固定，射手只需用槍彈作為工具就可以完成MP7的大部份分解，較MP5及UMP容易。

## 子彈
MP7採用的4.6×30毫米子彈是以實驗性武器HK36突擊步槍的4.6×36毫米小口徑彈藥縮短而成，它具備以下的特點：

### 优点
- 極輕的重量
- 有效射程比9×19公釐帕拉貝倫彈遠
- 後座力低
- 威力適中；可有效地提供足夠的穿透力

### 缺点
- 制止力較低

現今彈藥中，性能與FN公司的SS190（5.7×28毫米）相當的只有H&K的4.6×30毫米。為了標準化各成員國的個人防衛武器彈藥，北約曾對上述兩種子彈作比對性測試，以選其一取代9×19毫米帕拉貝倫彈，測試小組由美國、加拿大、法國及英國等多國專家組成。
4.6×30毫米和5.7×28毫米最重要的分別如下：
- 兩款子彈對穿著防彈裝備的目標時有相同的效果，但對無防彈裝備的目標時，5.7×28毫米的效率高27%。
- 在極端溫度下，5.7×28毫米受的影響較小。
- 5.7×28毫米對槍管的損害較低。
- 5.7×28毫米的設計及生產較接近5.56×45毫米NATO步槍彈，方便以現有生產線大量生產。
- 5.7×28毫米口徑的槍族較成熟，對槍械的設計要求也較低，同時已有手槍設計。

因此北約建議採用5.7×28毫米作標準，但研發4.6×30毫米的德國拒絕接受，因而制停了整個標準化程序。後來，FN在其官網上介紹5.7毫米子彈的資料中加上了北約推薦（Recommended by NATO）的描述。

## 改良型
- MP7A1

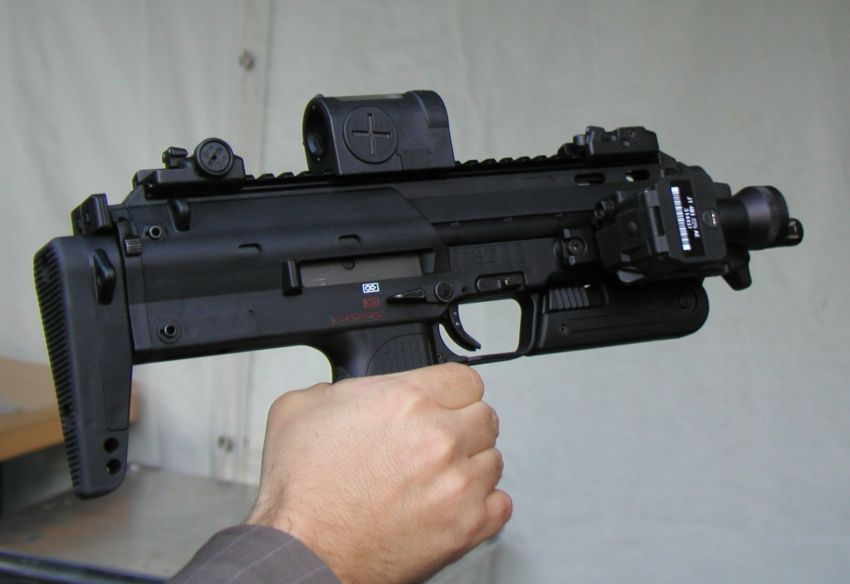
2005年版的MP7A1，裝有蔡司Z-Point紅點鏡

  - 2003年推出的型號，現時的發售版本是2005年的改良版。2003年，由於MP7原本的950發／分鐘射速太高，HK把其射速降至850發／分鐘，並把整體尺寸輕微加長，但稍微將槍托縮短，總長度仍然與MP7相同，改良版命名為MP7A1。後自2005年起加入類似格洛克手槍的扳機安全系統，亦改良了後備照門。因為改良了部件，重量輕微增加。
- MP7-SF
  - 「SF」代表單發（Single fire），為MP7A1移除全自動射擊功能的型號。這是為了針對禁止警察使用全自動武器的國家或地區而生產的型號，目前獲英國國防部警察和德國軍醫隊伍所採用。
- MP7A2
  - MP7A1的最新改型，取消了原本的折疊式握把設計，改為外接固定式並在機匣三側添加皮卡汀尼導軌。MP7A2可裝配專用槍套並且有卡其色塗裝可選購。

## 使用國
- 阿尔巴尼亚
  - 阿爾巴尼亞地面部隊（英语：Albanian Land Forces）特種作戰團（英语：Special Operations Regiment (Albania)）[1][2]
- 阿尔及利亚
  - 阿爾及利亞情報和安全部特別干預組
- - 西澳洲懲教署緊急支援小組[1][3]
- 奥地利
  - 奧地利聯邦內務部眼鏡蛇作戰司令部[1][4]
- 比利时
  - 特警單位
- - 文萊皇家武裝部隊特種部隊團[5]
- - 克羅地亞共和國武裝部隊特種部隊單位
  - 特警單位
- 加拿大
  - 皮爾區警察局
- 智利
- 捷克
  - 捷克共和國警察[6]
- 丹麦
  - 特警單位
- 埃及
  - 特種部隊單位
- 爱沙尼亚
  - 愛沙尼亞特種作戰部隊（英语：Estonian Special Operations Force）
- 法國
  - 法國特種作戰司令部（英语：Special Operations Command (France)）[7][8]
  - 國家憲兵干預組
  - 對外安全總局行動分部（英语：Action Division）
- - 格魯吉亞內務部（英语：Ministry of Internal Affairs of Georgia）[9][10]
- 德国
  - 德國聯邦國防軍[11][1][12]
  - 德國聯邦警察
    - GSG-9[1][13]

  - 德國州警察（英语：Landespolizei）特別行動突擊隊[1][14]
- 希腊
- 印度尼西亞
  - 印尼陸軍特種部隊司令部（英语：Kopassus）[15]
- 愛爾蘭
  - 愛爾蘭和平衛隊[11][16][17]
[1][18]
- 義大利
  - 義大利陸軍第9傘降突擊團（英语：9th Parachute Assault Regiment）
  - 卡賓槍騎兵特別干預組
  - 義大利國家警察（英语：Polizia di Stato）中央安全行動局（英语：Nucleo Operativo Centrale di Sicurezza）
- 日本
  - 陸上自衛隊特殊作戰群[19]（命名為4.6mm短機関銃）
- 约旦
  - 約旦武裝部隊[1][20]
- 立陶宛
  - 立陶宛武裝部隊
- 盧森堡
  - 盧森堡大公國警察（英语：Grand Ducal Police）
- 马来西亚
  - 馬來西亞皇家海軍特種作戰部隊[21]
  - 馬來西亞皇家警察特別行動指揮部[11][1]
- 墨西哥
  - 墨西哥聯邦警察（英语：Mexican Federal Police）
- 挪威
  - 挪威國防軍[11][1][22]
- 阿曼
- 波蘭
  - 波蘭武裝部隊行動應變及機動組
- - 海洋警察廳海洋警察特攻队
  - 警察廳警察特攻隊
  - 總統警護處
- 羅馬尼亞
  - 羅馬尼亞情報局反恐旅（英语：Romanian Intelligence Service#The Anti-Terrorist Brigade）[23]
- 新加坡
- 斯洛維尼亞
- 西班牙
- 瑞典
  - 瑞典國防軍特別行動任務組[24]
- 土耳其
  - 土耳其武裝部隊總參謀部（英语：General Staff of the Turkish Armed Forces）特種部隊司令部（英语：Special Forces Command (Turkey)）
- 乌克兰
  - 烏克蘭武裝部隊
- 英国
  - 英國國防部警察（英语：Ministry of Defence Police）（MP7SF） [11][1][25]
  - 倫敦都市警部（MP7SF）
- 美国
  - 美國陸軍特種作戰司令部
  - 聯合特種作戰司令部
    - 美國陸軍第75游騎兵團直屬偵察營（英语：Regimental Reconnaissance Company）
    - 美國海軍特種作戰開發群[1][26]

  - 部份地方警察單位[1][27][28]
- 梵蒂冈
  - 瑞士近衛隊[29]

## 圖集

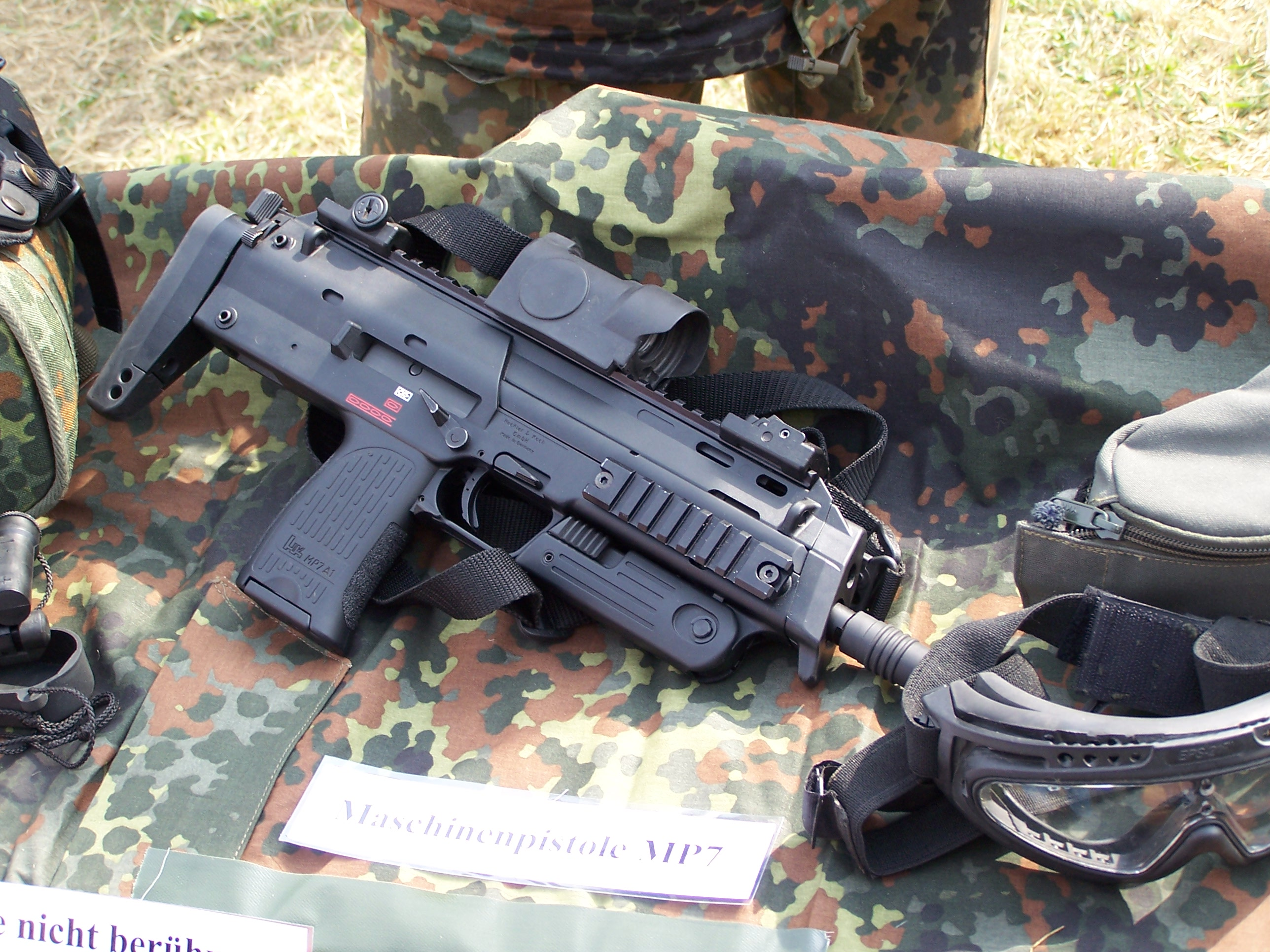
在對德國的Idz計畫簡介中出現的一把MP7
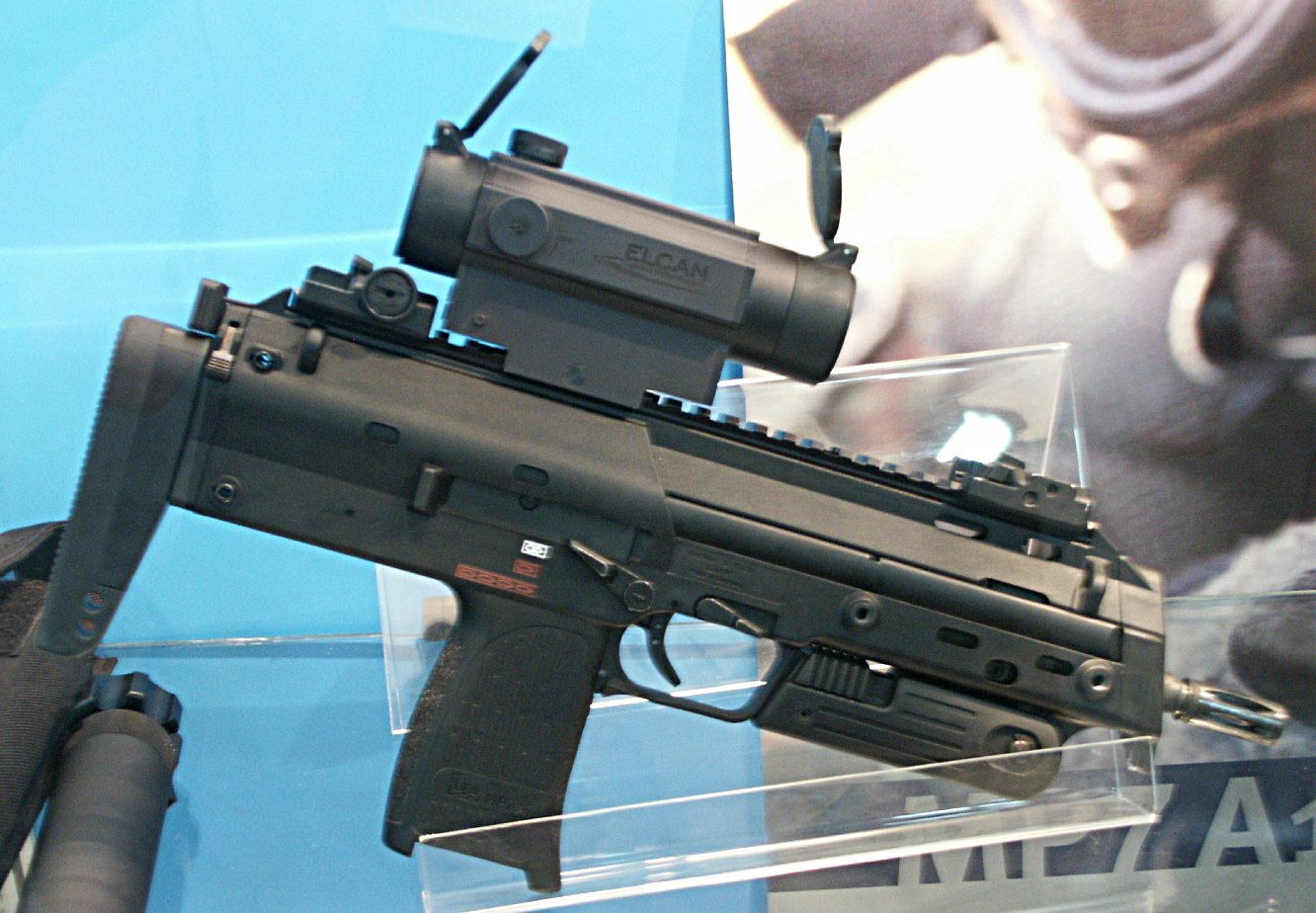
一把MP7A1
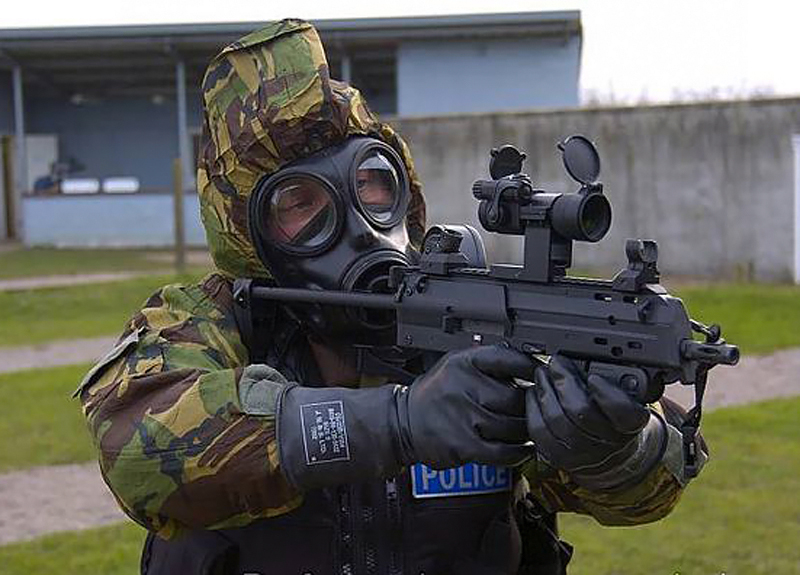
手持MP7-SF並身穿防化衣的英國國防部警察（英语：Ministry of Defence Police）警員

## 流行文化

### 電影
- 2008年—：型號為MP7A1，裝上了反射式瞄準鏡。由克洛斯（湯瑪斯·柯瑞奇曼飾演）和韋斯利·吉布森（詹姆斯·麥艾維飾演）所使用。
- 2009年—：為MP7A1，使用40發彈匣供彈，由安娜·路易士（席艾娜·米勒飾演）所使用。
- 2010年—
- 2011年—《即刻反擊》：型號為MP7A1，由愛爾蘭和平衛隊緊急應變單位所使用。
- 2013年—：由蛇眼（雷·帕克飾演）雙持所使用。
- 2014年—《總統遊戲》：型號為MP7A1，由美國特勤局特勤人員使用，其中一枝後來被美國總統（山繆·傑克森飾演）繳獲，用來保護自己。

### 電視劇
- 《海豹部隊》：型號為MP7A1，由美國海軍特種作戰開發群及美國海軍爆炸品處理組（英语：Explosive ordnance disposal (United States Navy)）幹員所使用。

### 電子遊戲
- 2004年—《2》：型號為MP7原型（Prototype），使用20发弹匣供彈却奇怪的裝彈45發。枪上加装全息瞄准镜（不可使用），奇怪的没有加装任何榴弹发射器就能发射枪榴弹，在空倉重新裝填後玩家角色也不會為槍械上膛。
- 2006年—：归类为冲锋枪，在任务“新生”中被保护目标的FBI特工使用。
- 2007年—《Online》：隨遊戲登場武器。型號為MP7A1，使用20發彈匣供彈，可依戰況以握持手槍的方式當成衝鋒手槍使用或裝上使用時僅將遊戲畫面拉近的反射式瞄準鏡並拉出槍托和前握把當成卡賓槍使用（奇怪地会变为半自动武器）。
  - MP7A1 60R：使用40發彈匣供彈的版本，遊戲內載彈量為60發。不能加裝瞄準鏡及使用前握把，只能以握持手槍的方式使用。
  - MP7A1 Unicorn：慶祝馬年的版本。
  - Double MP7A1：雙持版本，使用40發彈匣供彈，載彈量合共為80發。重新裝填動作為玩家角色把手上的兩把槍扔棄，然後以花式“轉槍”方式拔出全新的兩把MP7A1。該武器只在殭屍異變模式、殭屍英雄模式和大亂鬥模式中登場。
  - THANATOS-3 : 型號為MP7A1，使用20發彈匣供彈，遊戲內載彈量為60發。
- 2007年—《穿越火线》：型号为MP7原型和MP7A1：
  - MP7原型命名为“MP7”，使用20发弹匣供彈却奇怪的装填40发弹药。需要玩家达到上等兵军衔使用9,500GP购买，另有三种改型：
    - MP7-A：枪身上施以红色条纹涂装，载弹量增加至50发。
    - MP7-S：使用绿色迷彩涂装并加装消音器，载弹量增加至50发。
    - MP7-双雄：MP7的双持版本，两把枪共60发载弹量，前握把折叠。

  - MP7A1命名为MP7A1，使用40发弹匣并加装瞄准镜和消音器，枪托拉出。为CF点武器，价格为180天/5,800CF点。
- 2008年—《戰地之王》：型號為MP7A1，使用40發彈匣供彈，為偵察兵專用武器。可以改裝槍口、槍管、槍柄和瞄準鏡或裝備雷射瞄準器，也可裝上消音器。
- 2010年—《荣誉勋章》：型号为MP7A1，載彈量40+1發，装上了EOTECH全息瞄準鏡，單人模式中由AFO狼群所屬的三角洲部隊幹員所使用，奇怪地會於2002年出現。聯機模式時為雙方特戰兵專用武器，奇怪地在空倉重新裝填後玩家角色不會為槍械上膛。
- 2011年—《3》：型號為MP7A1，使用40發彈匣供彈，特種作戰模式之中由美國陸軍三角洲特種部隊所使用。聯機模式中於等級74解鎖，生存模式時則在等級13解鎖，價錢為2,000美元。可使用改裝包括：紅點鏡、ACOG光學瞄準鏡、全息瞄準鏡、HAMR瞄準鏡、熱能探測式瞄具、消音器、延長彈匣（增至60發）及增加射速。
- 2011年—《3》：型号为MP7A1，使用20／40发弹匣供彈，可选配光学瞄具、消音器以及镭射瞄准。單人模式當中由美國海軍陸戰隊第一偵察營「盲流1-3」隊員亨利·布萊克本所使用。聯機模式時被歸類為個人防衛武器。
- 2012年—：為CS:GO追加的新武器，型號為MP7A1，命名为“MP7”，槍托長期處於收縮位置，40發彈匣內只裝填30發子彈，為双方通用武器，並替代前作的MP5。奇怪地没有無彈後定。可配备许多具有观赏价值的涂装（皮肤）。
- 2012年—：型號為MP7A1，載彈量40+1發。單人模式時由馬科特遣隊所屬的美國海軍特種作戰開發組隊員（包括“牧師”和“老媽”）所使用。多人模式時為特戰兵的可用武器。
- 2012年—《II》：型號為MP7A1，於戰役模式和聯機模式中皆有出現，命名為「MP7」，使用40發（戰役模式及聯機模式可使用改裝：延長彈匣增至54發）彈匣供彈，初始攜彈量為240發（戰役模式）和120發（聯機模式），最高攜彈量為520發（戰役模式）和320發（聯機模式）。戰役模式之中由美國海軍海豹六隊和也門陸軍所使用；聯機模式時於等級4解鎖，並可以使用反射式瞄準鏡、激光瞄準器、消音器、快速重裝彈匣、EOTECH全息瞄準鏡、前握把、快速抽出握把、全金屬披甲彈（英语：Full metal jacket bullet）、長槍管、目標搜索器、可調節槍托、延長彈匣、擊發調變、射速增加、毫米波掃描器。
- 2012年—《战争前线》：型号为MP7A1，命名为“H&K MP7”，为工程兵专用武器，使用30发弹匣供彈，高级解锁，可以改装枪口配件（通用消音器、冲锋枪消音器、冲锋枪制退器、冲锋枪刺刀）以及瞄准镜（EoTech 553全息瞄准镜、绿点全息瞄准镜、红点瞄准镜、冲锋枪普通瞄准镜、冲锋枪高级瞄准镜、冲锋枪专家瞄准镜，不能改装战术导轨部件，视为自带前握把。拥有丛林迷彩改装版本，增加威力，射速及载弹量。
  - 丛林迷彩版本为K点武器
- 2013年—《絕對武力Online 2》：型號為MP7A1，命名為“MP7A1”，以40發彈匣供彈。
- 2013年—《4》：资料片「中國崛起」（China Rising）新增武器之一。型號為MP7A1，命名為「MP7」（中文版則命名為「MP7衝鋒槍」），載彈量40+1發。聯機模式時於完成小任務「愛國者飛彈」以後才能解鎖，被歸類為個人防衛武器。
- 2013年—《2》：型號為MP7A2，命名為「Spec-Ops SMG」，預設使用20發彈匣供彈。
- 2015年—：型號為MP7A1，命名為「MP7」，以40發彈匣供彈內但只裝填30發子彈，由德國聯邦警察第九國境守備隊幹員所使用。
- 2015年—：型號為MP7A1，命名為「MP7」，歸類為衝鋒槍，為資料片「劫案」新增武器，載彈量40+1發，能夠由執法機關和罪犯雙方所有職階所使用，價格為$36,000。可加裝各種瞄準鏡（反射、眼鏡蛇、全息瞄準鏡（放大1倍）、PKA-S（放大1倍）、Micro T1、SRS 02、Comp M4S、M145（放大3.4倍）、PO（放大3.5倍） 、ACOG（放大4倍）、PSO-1（放大4倍）、IRNV（放大1倍）、FLIR（放大2倍））、附加配件（傾斜式機械瞄具、傾斜式紅點鏡、電筒、戰術燈、激光瞄準器）及槍口零件（制退器、補償器、重槍管、抑制器、消焰器）。
- 2016年—《殺戮空間2》：型號為MP7A1，命名為「MP7 SMG」，40發彈匣內只裝填30發子彈，裝有抑制器和C-More紅點鏡。
- 2016年（台版2017年）—《少女前線》：擬人化角色，配有T1瞄具及專用消音管，使用40發彈匣供彈，首次登場為2018年「塌縮點」資料片。
- 2016年—《逃離塔科夫》：登場型號為MP7A1及MP7A2，可使用20或40發彈匣供彈。
- 2018年—《SCP秘密實驗室》：開局為保安的主武器，還有一把在輕收容區被標為[##00]的武器庫內。
- 2018年—《叛乱：沙漠风暴》：登场型号为MP7A1，需花费3点补给点装备（默认搭配20发弹匣，40发弹匣需花费4点补给点更换），可改装枪口、前握把、供弹具，可加装光学瞄具、激光指示器、手电等。
- 2018年—《地面部隊》（Ground Branch）：型號為MP7A1。
- 2019年—：型號為MP7A2，命名為“MP7”，黑色槍身，使用40發彈匣供彈，外觀與真槍稍有不同（奇怪的加入了握把保险，并且修改了快慢机和無彈後定释放鈕样式）並預設配備摺疊式槍托。戰役模式中由阿蓋塔拉恐怖組織所使用。在聯機模式則為解鎖武器，並可進行定制改裝。
- 2021年—《極地戰壕6》
- 2021年—《嚴陣以待》：型號為MP7A2，命名為「MP7」。
- 2021年—《蔚藍檔案》：型號為MP7A1，愛清風華的固有武器「供給部護身用槍枝A型」原型。
- 2022年—《決勝時刻：現代戰爭II 2022》：型號為MP7A2，命名為“VEL 46”。

### 動畫
- 2013年—《劇場版 魔法少女小圓［新篇］叛逆的物語》：型號為MP7A1，裝有蔡司RSA-S反射式瞄準鏡，在曉美焰與巴麻美槍戰期間曾短暫地使用。
- 2015年—《GATE 奇幻自衛隊》：型號為MP7A1，裝上消聲器，於第1季第10話由在日本境內從事非法活動的俄羅斯對外情報局屏障特種部隊幹員所使用，至少有一把被主角陣營所繳獲。

### 輕小說
- 2010年—《刀劍神域》：為小說中角色—朝田詩乃在Gun Gale Online（GGO）裡中使用的附屬戰鬥武裝（在动画版中被更换为奥地利的格洛克18全自动手枪，在开场音乐中有射击手枪的画面。）
- 2014年－《刀劍神域外傳Gun Gale Online》：型號為MP7A1，由“TOMS”小隊的“柯爾”所使用。

## 外部連結
- （英文）—HK Defense: MP7 product page
- （英文）—2008 Heckler & Koch Military and LE brochure（页面存档备份，存于）
- （英文）—HKPRO—The PDW/MP7
- （英文）—Modern Firearms—Heckler - Koch HK MP7A1 submachine gun / personal defense weapon (PDW)（页面存档备份，存于）
- （德文）—Bundeswehr fact sheet（页面存档备份，存于）
- （中文）—枪炮世界（MP7 PDW個人防衛武器）（页面存档备份，存于）
- （英文）—Nazarian's Gun's Recognition Guide (FILM) H&K MP7 PDW Presentation (.wmv)（页面存档备份，存于）
- （英文）—Video of the MP7（页面存档备份，存于）
- （英文）—Presentation of mp7 for the German Police
- （英文）—an mp7 pushed into mud and fired afterwards
- （英文）—an mp7 submerged into water with silencer and fired afterwards（页面存档备份，存于）